# Нгуен Тхи Май Хынг
Нгуен Тхи Май Хынг (вьет. Nguyễn Thị Mai Hưng, род. 28 января 1994, Бакзянг) — вьетнамская шахматистка, гроссмейстер среди женщин (2014).

## Биография

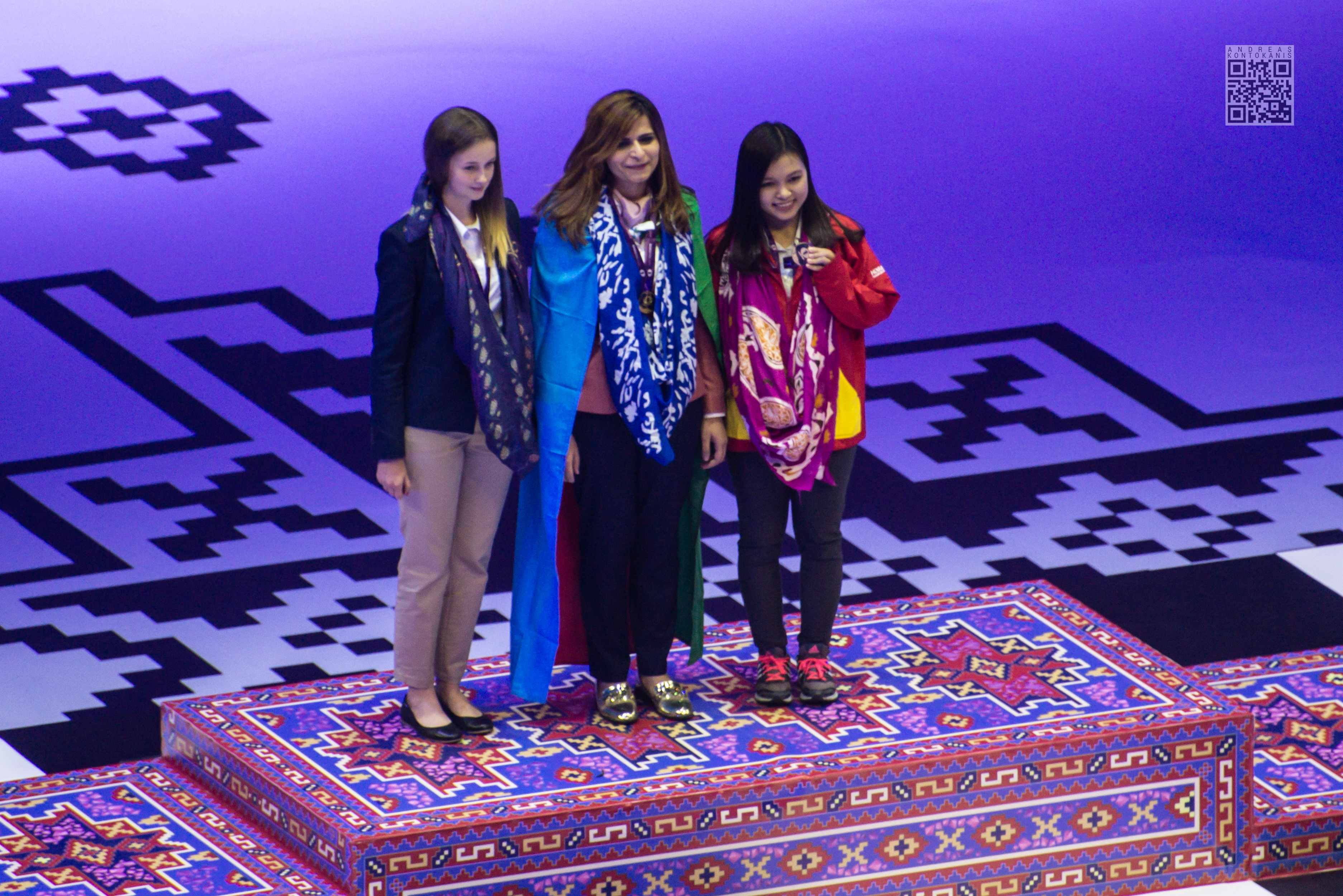
Шахматная олимпиада в Баку (2016 г.). Вручение индивидуальных медалей на 3-й доске. Слева направо: К. Щепковская-Хоровская (серебро), Г. Мамедова (золото) и Нгуен Тхи Май Хынг (бронза)

Младшая из трех сестёр. Научилась играть в шахматы в возрасте 7 лет.
Чемпионка Вьетнама 2011 и 2013 гг.
В составе сборной Вьетнама участница пяти шахматных олимпиад (2010—2018 гг.; на олимпиаде 2016 г. завоевала индивидуальную бронзовую медаль на 3-й доске), двух командных чемпионатов мира (2011 и 2017 гг.; в 2011 г. завоевала индивидуальную бронзовую медаль на 3-й доске), четырех командных чемпионатов Азии (2009, 2012, 2014 и 2016 гг.; в 2009 г. сборная стала победительницей соревнования, в 2012 г. — бронзовым призёром; в 2009 г. Нгуен Тхи Май Хынг завоевала также индивидуальную золотую медаль на 4-й доске), Азиатских игр 2010 г. (сборная выиграла бронзовые медали), шахматной онлайн-олимпиады[en] 2020 г.
Победительница юниорских чемпионатов Азии 2005 (в категории до 12 лет), 2007 (до 14 лет), 2010 (до 16 лет), 2013 гг. Серебряный призёр юниорского чемпионата мира 2010 г. в категории до 16 лет. Участница юниорских чемпионатов мира 2012, 2013 и 2014 гг. в старшей возрастной категории (в 2012 г. разделила 3—4 места, но уступила бронзовую медаль по дополнительным показателям). Победительница юниорского чемпионата мира по блицу 2013 г. Серебряный призёр юниорского чемпионата мира по рапиду 2013 г.
Участница индивидуальных чемпионатов Азии 2009 и 2016 гг.
Победительница чемпионата АСЕАН 2011 г.
Победительница мемориала Б. Переньи 2013 / 14 гг. (2-е место по дополнительным показателям).
Участница чемпионатов мира по блицу и рапиду 2017 и 2018 гг. Участница чемпионата Азии по рапиду 2015 г.

## Основные спортивные результаты
| Год         | Город           | Соревнование                                           | + | − | = | Результат | Место                         |
| ----------- | --------------- | ------------------------------------------------------ | - | - | - | --------- | ----------------------------- |
| 2005        |                 | Юниорский чемпионат Азии (до 12 лет)                   |   |   |   |           | 1                             |
| 2006        | Батуми          | Юниорский чемпионат мира (до 12 лет)                   |   |   |   |           |                               |
| 2007        | ОАЭ             | Юниорский чемпионат Азии (до 14 лет)                   |   |   |   | 7 из 9    | 1                             |
| 2008        | Вунгтау         | Юниорский чемпионат мира (до 14 лет)                   |   |   |   |           |                               |
| 2009        | Калькутта       | Командный чемпионат Азии (сборная Вьетнама, 4-я доска) | 4 | 1 | 1 | 4½ из 6   | 1 на доске, команда — чемпион |
|             | Субик-Бей       | Чемпионат Азии                                         |   |   |   |           | [ 8 ]                         |
| 2010        |                 | Юниорский чемпионат Азии (до 16 лет)                   | 6 | 0 | 3 | 7½ из 9   | 1                             |
|             | Порто-Каррас    | Юниорский чемпионат мира (до 16 лет)                   |   |   |   |           | 2                             |
|             | Гуанчжоу        | Азиатские игры (сборная Вьетнама, 4-я доска)           | 4 | 2 | 1 | 4½ из 7   | Команда — 3-я                 |
|             | Ханты-Мансийск  | XXIV Олимпиада (сборная Вьетнама, 3-я доска)           | 3 | 2 | 3 | 4½ из 8   |                               |
| 2011        | Далат           | Чемпионат Вьетнама                                     |   |   |   |           | 1                             |
|             |                 | Чемпионат АСЕАН                                        |   |   |   |           | 1                             |
|             | Мардин          | Командный чемпионат мира (сборная Вьетнама, 3-я доска) | 2 | 1 | 3 | 3½ из 6   | 3 на доске                    |
| 2012        | Афины           | Юниорский чемпионат мира                               |   |   |   |           | 3—4                           |
|             | Цзаочжуан       | Командный чемпионат Азии (сборная Вьетнама, 4-я доска) | 3 | 2 | 2 | 4 из 7    | Команда — 3-я                 |
|             | Стамбул         | XXV Олимпиада (сборная Вьетнама, 2-я доска)            | 6 | 3 | 2 | 7 из 11   |                               |
| 2013        | Хошимин         | Чемпионат Вьетнама                                     |   |   |   |           | 1                             |
|             |                 | Юниорский чемпионат Азии                               | 5 | 1 | 3 | 6½ из 9   | 1                             |
|             | Коджаэли        | Юниорский чемпионат мира                               |   |   |   |           | [ 10 ]                        |
| 2013 / 2014 | Будапешт        | Мемориал Б. Переньи                                    |   |   |   |           | 1—2                           |
| 2014        | Будапешт        | Международный турнир FSIM (май; мужской)               | 6 | 1 | 4 | 8 из 11   | 2                             |
|             | Пуна            | Юниорский чемпионат мира                               |   |   |   |           | [ 10 ]                        |
|             | Тебриз          | Командный чемпионат Азии (сборная Вьетнама, 1-я доска) | 0 | 2 | 2 | 1 из 4    |                               |
|             | Тромсё          | XXVI Олимпиада (сборная Вьетнама, 1-я доска)           | 2 | 3 | 5 | 4½ из 10  |                               |
| 2016        | Абу-Даби        | Командный чемпионат Азии (сборная Вьетнама, 3-я доска) | 4 | 3 | 1 | 4½ из 8   |                               |
|             | Ташкент         | Чемпионат Азии                                         |   |   |   |           | [ 12 ]                        |
|             | Баку            | XXVII Олимпиада (сборная Вьетнама, 3-я доска)          | 6 | 1 | 4 | 8 из 11   | 3 на доске                    |
| 2017        | Ханты-Мансийск  | Командный чемпионат мира (сборная Вьетнама, 4-я доска) | 3 | 3 | 2 | 4 из 8    |                               |
|             | Эр-Рияд         | Чемпионат мира по блицу и рапиду                       |   |   |   |           |                               |
| 2018        | Батуми          | XXVIII Олимпиада (сборная Вьетнама, 4-я доска)         | 6 | 0 | 3 | 7½ из 9   |                               |
|             | Санкт-Петербург | Чемпионат мира по блицу и рапиду                       |   |   |   |           |                               |
| 2020        |                 | Онлайн-олимпиада (сборная Вьетнама, ?-я доска)         | 1 | 0 | 1 | 1½ из 2   |                               |

## Изменения рейтинга
| Графики недоступны из-за технических проблем. См. информацию на Фабрикаторе и на mediawiki.org. |